# Nachtzug nach Lissabon
Nachtzug nach Lissabon ist ein Roman von Pascal Mercier (Pseudonym von Peter Bieri) aus dem Jahr 2004. Er erzählt von einem Altphilologen, der plötzlich von dem „traumgleichen, pathetischen Wunsch“ ergriffen wird, seine Zeit um dreißig Jahre zurückdrehen zu können, um „noch einmal an jenem Punkt meines Lebens zu stehen und eine ganz andere Richtung einschlagen zu können als diejenige, die aus mir den gemacht hat, der ich nun bin“ (S. 169).
Der Roman wurde in 32 Sprachen übersetzt und allein im deutschsprachigen Raum mehr als 2 Millionen Mal verkauft.

## Inhalt

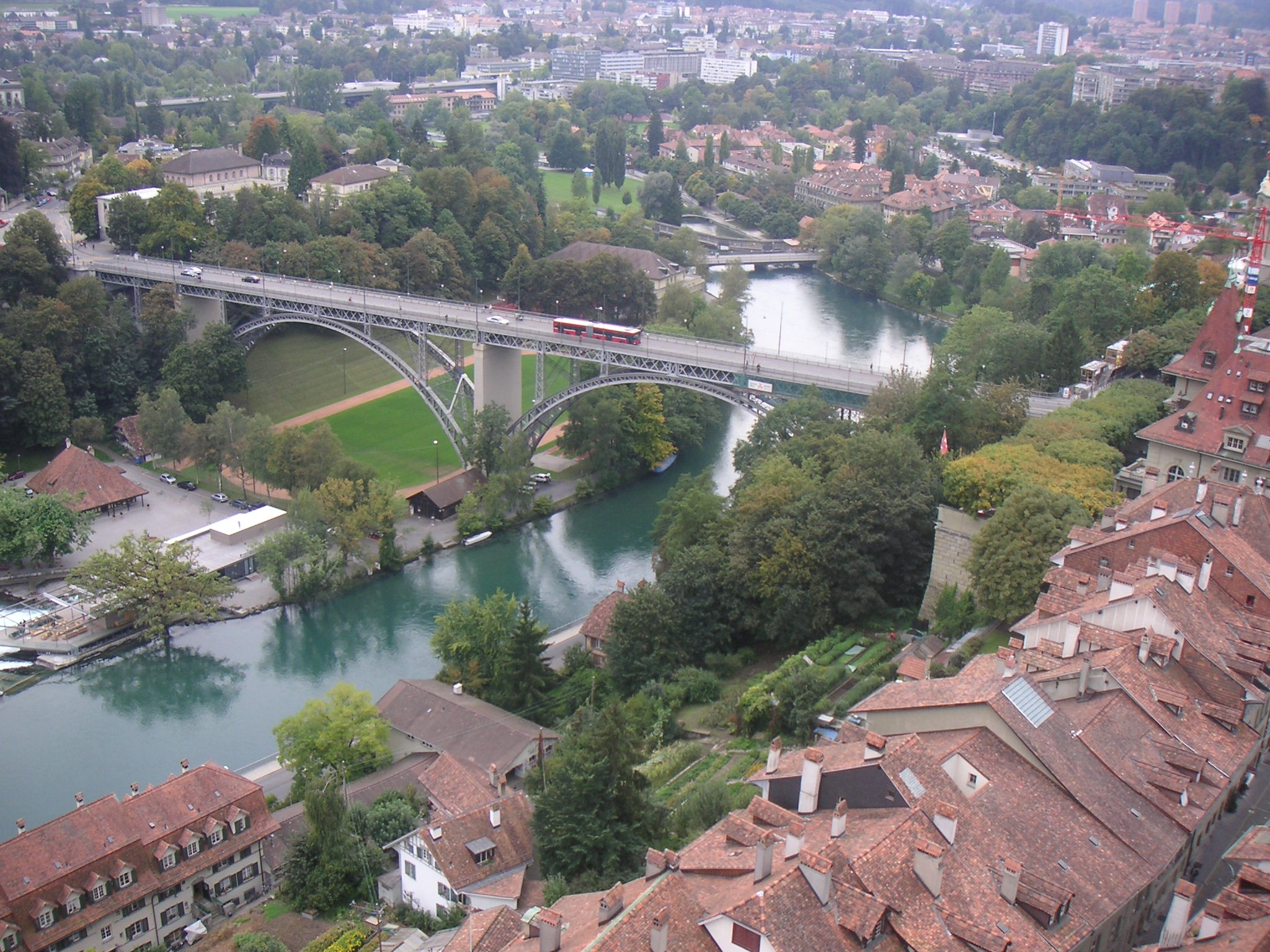
Kirchenfeldbrücke in Bern

Raimund („Mundus“) Gregorius – 57 Jahre alt, seit 33 Jahren als überaus verlässlicher und beliebter Lehrer für Latein, Griechisch und Hebräisch am Berner Gymnasium Kirchenfeld tätig und seit seiner Scheidung mehr in seinen Büchern als in der realen Welt zuhause – begegnet eines Morgens auf dem Weg zur Schule einer Frau, die im strömenden Regen auf der Kirchenfeldbrücke steht, einen Brief liest, ihn zerknüllt und in den Fluss wirft und auf Gregorius den Eindruck macht, als wolle sie sich im nächsten Moment das Leben nehmen. Er stürzt auf sie zu, spricht sie an, erfährt, dass sie Portugiesin ist, und lädt sie ein, ihn mit in seinen Lateinunterricht zu begleiten. Noch vor Ende der Stunde jedoch steht die Unbekannte auf, geht schweigend aus dem Klassenzimmer und verschwindet ebenso unvermittelt wieder aus seinem Leben. In der großen Pause verlässt auch Gregorius vorzeitig die Schule, vielleicht in der Absicht, die rätselhafte Frau zu suchen. Dabei stößt er in einem Antiquariat auf ein dünnes Buch mit vergilbtem Einband, das den Titel Um ourives das palavras trägt, 1975 in Lissabon erschien und von Amadeu Inácio de Almeida Prado, einem portugiesischen Arzt und Philosophen, verfasst wurde, der während der Ära der Salazar-Diktatur in Portugal lebte. Der Buchhändler liest und übersetzt für Gregorius nicht nur den Titel (Ein Goldschmied der Worte) und die Einleitung des Texts (wo der Autor von sich und seinesgleichen als Archäologen der Seele spricht), sondern auch einen seiner kürzesten Abschnitte: Wenn es so ist, dass wir nur einen kleinen Teil von dem leben können, was in uns ist – was geschieht mit dem Rest?
Raimund Gregorius ist bereits von diesen wenigen Worten so ergriffen, dass er beschließt, Portugiesisch zu lernen und sich auf die Suche nach jenem Goldschmied der Worte zu begeben, dem er sich schon deswegen sofort seelenverwandt fühlt, weil auch ihm nichts heiliger ist als die Poesie und Makellosigkeit der Sprache und weil auch ihn die Frage nach seinem noch ungelebten Leben bewegt. Gleich am nächsten Morgen macht er sich, statt wie gewohnt zum Unterricht zu gehen, auf die Reise, nicht ohne sich zuvor bei seinem Schulleiter brieflich abzumelden und seinen Schritt mit den Worten Mark Aurels zu erklären: „ein Leben, nur ein einziges, hat jeder. Es ist aber für dich fast abgelaufen, und du hast in ihm keine Rücksicht auf dich selbst genommen, sondern hast getan, als ginge es bei deinem Glück um die anderen Seelen … Diejenigen aber, die die Regungen der eigenen Seele nicht aufmerksam verfolgen, sind zwangsläufig unglücklich.“ Über Paris fährt er nach Irún, von wo es mit dem Nachtzug weiter nach Lissabon geht. Dort stellt sich heraus, dass Prado schon vor mehr als 30 Jahren an einer Gehirnblutung (Aneurysma) gestorben ist.

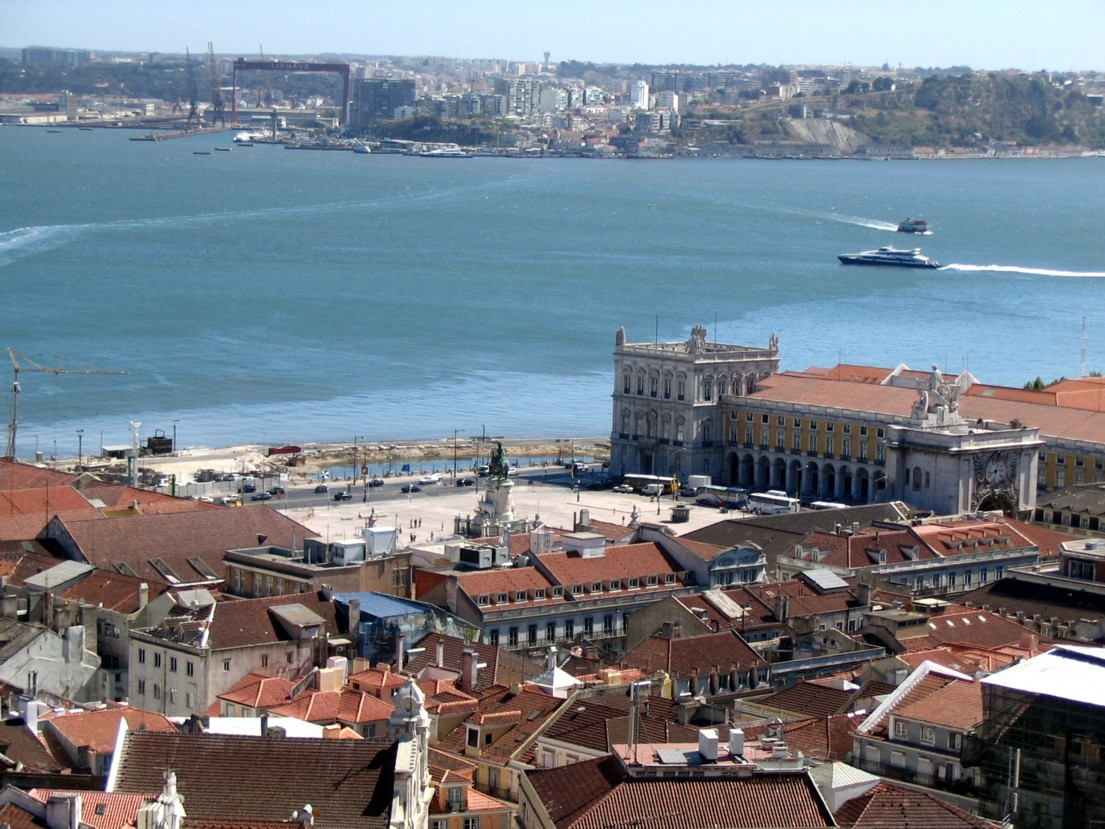
Der Praça do Comércio und der Tejo in Lissabon

Der Hauptteil des Romans beschreibt nun, wie Gregorius – nachdem er sich in Portugal von der Augenärztin Mariana Eça eine leichtere, modernere und bessere Brille anpassen lassen und auf diese Weise eine auch optisch klarere Sicht auf seine Umwelt ermöglicht hat – in Lissabon und Umgebung akribisch dem verborgenen Leben des hochbegabten Autors nachspürt. Um ihm bei seinen Nachforschungen zu helfen, rät Mariana ihm, ihren alten Onkel João zu besuchen, der während der portugiesischen Diktatur als Widerstandskämpfer Kontakt zu Amadeu de Prado hatte, durch die Hölle der Folter gegangen war und nun in einem Altersheim jenseits des Tejo wohnt. Die sonntäglichen Schachspiele mit ihm werden für Gregorius zu einer ersten wichtigen Informationsquelle. Er erfährt, dass Prado nur auf Wunsch seines strengen, an Morbus Bechterew leidenden Vaters (eines Richters, der während der portugiesischen Diktatur Unrechtsurteile fällen musste und sich deshalb später das Leben nahm) Medizin studiert hatte, aber dennoch ein ausgezeichneter und kompromissloser Arzt geworden war: Er rettete einst seiner Schwester Adriana, die ihn über seinen Tod hinaus vergöttert, durch einen mutigen Messerstich in den Hals (Koniotomie) das Leben, als diese sich verschluckt hatte und zu ersticken drohte. Er bewahrte aber auch den als „Schlächter“ berüchtigten und gefürchteten Geheimdienstmörder Mendes, auf den ein Attentat verübt worden war, durch eine Herzspritze vor dem sicheren Tod, ohne zu bedenken, dass ihn dies in den Augen seiner Freunde zum gemiedenen Verräter machen und „ihm das Herz brechen“ sollte.
Ebenso Hals über Kopf, wie Gregorius nach Lissabon aufgebrochen war, unterbricht er nach zwei Wochen seinen Portugalaufenthalt für drei Tage und fliegt wieder nach Bern, weil ihn in der Fremde plötzlich Panik erfasst und er sich zu verlieren fürchtet, falls er nicht nach Hause zurückkehrte, an den Ort, wo er sich auskannte. Dort schleicht er sich nachts in die Schule, geht anschließend wie ein Schlafwandler an seinem Elternhaus und an der Wohnung seiner deutlich jüngeren Ex-Frau Florence vorbei, sucht am nächsten Tag die Universität auf, setzt sich in einen der leeren Hörsäle und hat doch überall das Gefühl, am falschen Ort zu sein. Verwirrt fliegt er nach Lissabon zurück.
Gregorius nimmt nicht nur zu Prados zwei Schwestern Kontakt auf, sondern auch zu dessen ehemaligem, mittlerweile über 90 Jahre alten Lehrer, sowie zu Prados bestem Freund und Weggefährten Jorge O’Kelly aus dem Widerstand gegen das Salazar-Regime und zu dessen damaliger Freundin Estefânia Espinhosa, in die auch Prado verliebt war. So kommt Gregorius, als leidenschaftlicher Schachspieler behutsam Zug um Zug setzend, seiner Hauptfigur immer näher und rekonstruiert detektivisch die einstige Konstellation ihrer Begleitfiguren. Sowohl aus deren Erzählungen als auch aus Prados teils philosophischen, teils psychologischen und poetischen Aufzeichnungen in seinem Goldschmied der Worte entsteht allmählich das Bild eines durch schwere Brüche und große Leidenschaften geprägten Lebens, das in Gregorius einen kaleidoskopischen Bewusstseinsstrom von Gedanken, Erinnerungen und Traumbildern auslöst und ihn ahnen lässt, welche Möglichkeiten auch ihm sein Dasein zu bieten gehabt hätte, wenn er in der Vergangenheit mutiger darauf eingegangen wäre.
„Die Angst davor, dass das Leben unvollständig bliebe, ein Torso; das Bewusstsein nicht mehr der werden zu können, auf den hin man sich angelegt hatte. So hatten wir die Angst vor dem Tode schließlich gedeutet. Doch wie kann man sich, fragte ich, vor der fehlenden Ganzheit und Stimmigkeit des Lebens fürchten, wo man sie doch, wenn sie einmal zur unwiderruflichen Tatsache geworden ist, gar nicht mehr erlebt? … Unser Leben, das sind flüchtige Formationen aus Treibsand, von einem Windstoß gebildet, vom nächsten zerstört. Gebilde aus Vergeblichkeit, die verwehen, noch bevor sie sich richtig gebildet haben.“
Als die Schwindelanfälle, unter denen Gregorius seit einiger Zeit leidet, häufiger und heftiger werden, ruft er seinen griechischen Freund, den Augenarzt Doxiades in Bern an, der (neben seiner Lieblingsschülerin Natalie Rubin) während seines fünfwöchigen Portugalaufenthalts den einzigen Kontakt zu seiner Heimatstadt bildet. Dieser rät ihm, sich in der Schweiz untersuchen zu lassen. Gregorius unternimmt noch eine letzte Mietwagenfahrt nach Galicien zum spanischen Kap Finisterre („Ende der Welt“), den Ort, an dem sich einst Prado von seiner großen Liebe Estefânia getrennt hatte. Nachdem er unterwegs zweimal beinahe einen Autounfall verursacht hat, gibt er den Wagen vorzeitig zurück und zieht wieder die Bahnfahrt vor. Zurück in Lissabon, verabschiedet er sich ausgiebig und wehmütig von all seinen Gesprächspartnern. Dann begibt er sich zum Bahnhof und tritt die Heimfahrt an. In Salamanca folgt er einer letzten spontanen Eingebung, macht für zwei Tage Zwischenstation und besucht Estefânia, die an der dortigen Universität inzwischen als Historikerin arbeitet. Sie liefert ihm den noch fehlenden Mosaikstein für sein Bild von Prado, indem sie ihn über die genauen Umstände ihres Liebesverhältnisses aufklärt. Letztendlich musste Prado Estefânia nach Spanien in Sicherheit bringen. Fasziniert von ihrer Person und ihrem Bericht, spielt Gregorius vorübergehend mit dem Gedanken, sich in Salamanca niederzulassen, besichtigt hastig sogar ein paar leerstehende Wohnungen, besinnt sich dann aber doch anders.
In Bern angekommen, lässt er zunächst seine zahlreichen Abschiedsfotos von Lissabon entwickeln. Viele sind nichts geworden, bei den restlichen merkt er, wie die Vergangenheit bereits unter seinem Blick zu gefrieren beginnt. Plötzlich glaubt er zu wissen, was er will. Er kauft sich neue Filme und streift zwei Tage lang durch seine Heimatstadt, um die wesentlichen Stätten seines Lebens zu fotografieren, doch als er das Ergebnis betrachtet, sind es fremde Bilder, sie hatten nichts mit ihm zu tun. Noch zwei kurze Telefongespräche – das eine mit Florence, seiner ehemaligen Schülerin, mit der er fünf Jahre verheiratet war und von der er nun seit neunzehn Jahren geschieden ist; das andere mit João, dem greisen Onkel seiner portugiesischen Augenärztin, mit dem er in Lissabon jeden Sonntag Schach gespielt hat –, dann lässt er sich von Doxiades in eine Klinik bringen: „Was ist, wenn sie etwas Schlimmes finden?“ fragte Gregorius. „Etwas, durch das ich mich verliere?“ Der Grieche sah ihn an. Es war ein ruhiger, fester Blick. „Ich habe einen Rezeptblock“, sagte er.

## Rezensionen
Der Roman wurde überwiegend positiv aufgenommen. Otto A. Böhmer nennt den Roman in seiner Rezension (Die Zeit, 25. November 2004, Nr. 49) eine „fantastische Zugreise nach innen“:
„Pascal Mercier hat ein beeindruckendes Buch geschrieben, einen Bewusstseinskrimi mit Tiefgang und ohne Gewähr. Eine Gewähr nämlich gibt es nicht, nicht im Lotto und nicht im Leben, es sei denn, man stellt sie sich, kühnerweise, selbst aus und steht für sie ein, gegen die Anmaßungen des vorgeblich besseren Wissens. Die Philosophie, zumindest die große, nicht mit dem Tagesgeschäft des rationellen Bedenkens befasste Philosophie, hat, dank Peter Bieri, der sich seinen Mercier hält, mehr zu sagen, als sie sich zu sagen traut.“
Claudia Voigt schreibt im Spiegel (4/2004):
„Prados fiktive Schriften sind wie ein zweites Buch in diesen Roman eingefügt. Als Leser bewegt man sich auf drei Ebenen, gespannt verfolgt man, wie Gregorius das schillernde Puzzle von Prados Leben aus den Erzählungen verschiedener Menschen zusammensetzt, während man zugleich Prados eigene Gedanken kennen lernt. Und dann erlebt man die behutsame Wandlung Gregorius' vom pflichtbewussten Lateinlehrer in einen sich öffnenden, neugierigen Menschen. 'Die Geschichten, die die anderen über einen erzählen, und die Geschichten, die man über sich selbst erzählt: Welche kommen der Wahrheit näher?', heißt es in Prados Buch.

Nach fünf Winterwochen kehrt Gregorius von Lissabon nach Bern zurück. Womöglich ist er todkrank. Er leidet unter einem seltsamen Schwindel. Sein altes Leben erkennt er kaum wieder. Aber er ist weit gereist in die Welt des Denkens und mit ihm der Leser dieses wunderbaren Romans.“
Tom Liehr im Online-Portal Literatur fast pur:
„Merciers wortgewaltiges, hocheloquentes und meistens sehr spannendes Buch führt durch die portugiesische Geschichte und in die Philosophie, erzählt von Freundschaft und Abhängigkeit, entwickelt überaus interessante und originelle Ansätze, die vermeintlich der Feder des – erfundenen – Portugiesen entstammen, manchmal Banalitäten zu enthalten scheinen, sich aber tatsächlich fast ausschließlich mit den ‚zentralen‘ Themen befassen. Eine wunderbare, sehr intelligente Lektüre, originell und nur zuweilen etwas sehr ausführlich. Daß die virtuelle Hauptfigur, Amadeu de Prado, letztlich eine Abstraktion des Autors selbst ist, kann ihm verziehen werden, denn sie ist vortrefflich gelungen.“

## Verfilmung
Die Schweizer C-Films produzierte seit Ende 2011 in Kooperation mit Studio Hamburg die Verfilmung des Romans unter der Regie von Bille August. Die Dreharbeiten in Bern und Lissabon wurden im ersten Halbjahr 2012 absolviert. Die Hauptrolle als Raimund Gregorius spielt Jeremy Irons. In weiteren Rollen sind Bruno Ganz, Mélanie Laurent, Jack Huston, Martina Gedeck, Charlotte Rampling, Lena Olin, Christopher Lee, Burghart Klaußner und August Diehl zu sehen. Der Film Nachtzug nach Lissabon hatte bei der Berlinale 2013 Weltpremiere und kam im März 2013 in die Kinos.

## Buchausgaben
- Nachtzug nach Lissabon. Roman. Hanser, München 2004, ISBN 3-446-20555-1.
- Nachtzug nach Lissabon. Roman. btb, München 2006, ISBN 3-442-73436-3.